# Нидаросский собор
Нидаросский собор (норв. Nidarosdomen) — лютеранский собор в Тронхейме, исторически наиболее значимая церковь Норвегии, место коронации норвежских монархов.

## История
Возведение собора началось в 1070 году на месте захоронения Олафа Святого, павшего в битве при Стикластадире (1030 год). Строительство было завершено приблизительно к 1300 году.
Собор неоднократно страдал от пожаров в 1327 году и снова в 1531 году, в результате чего несколько раз перестраивался. Последняя крупная реставрация началась в 1869 и официально завершилась лишь к 2001 году. В 1708 году церковь полностью сгорела, за исключением каменных стен. В 1719 году в него ударила молния, и он снова был разрушен пожаром. Капитальная перестройка и реставрация собора началась в 1869 году под руководством архитектора Генриха Эрнста Ширмера.
Собор выполнен в готическом и романском стиле. Его западный фасад декорирован фигурами монархов, святых и изображениями Христа, а интерьер украшают витражи, установленные в XX веке. В храме находятся два органа и мощи святого Эйстейна Ерлендссона. Западный фасад, главный фасад собора, являлся новейшей частью первоначального собора, хотя он начал строиться еще в 1248 г. Он так и не был завершен до пожара 1328 г. На иллюстрации западного фасада от 1661 г. показаны только его два полных этажа. Олаф Нордхаген выиграл конкурс на реставрацию западного фасада, утвержденного в 1915 году, но до его смерти были завершены только три этажа и окно-розетка. В 1929 году Хельге Тиис выиграл второй конкурс, и его эскиз представляет собой сегодняшний вид собора. Рельеф над окном-розеткой изображает конец света, а рельеф на гирлянде изображает Христа. Всего на западном фасаде установлено 57 статуй, расположенных в 3 ряда и включающих следующие категории и темы: цари и пророки; норвежские святые, богословские и кардинальные добродетели, Благовещение, Изгнание из рая; Евангелистские короли, святые и апостолы. Только пять статуй фасада сохранились со времен Средневековья и сейчас находятся в музее. Считается, что оригинальные скульптуры были созданы с использованием живых натурщиков, поэтому современные статуи, изображающие исторических личностей, также были основаны на современных персонажах, включая Боба Дилана. Сегодня собор является популярной туристической достопримечательностью Тронхейма: ежегодно его посещают более 40 000 туристов со всего мира.
Нидаросский собор изображен на обложке культового альбома норвежской блэк-метал группы Mayhem De Mysteriis Dom Sathanas.